# Rodovia Luís Augusto de Oliveira
Rodovia Luís Augusto de Oliveira (oficialmente é um dos trajetos da SP-215), também conhecida como Rodovia São Carlos-Jaú, é uma rodovia situada na Região Administrativa Central, no interior de São Paulo.
É uma Rodovia transversal, e tem uma extensão de 56 quilômetros, possui pista única com trechos com  terceira faixa, entre São Carlos e a Rodovia Comandante João Ribeiro de Barros (SP-255), na qual; chega-se a Jaú, Bauru e outras cidades.
Atualmente, a Rodovia Luís Augusto de Oliveira não apresenta nenhum pedágio ao longo do trecho, e é administrada pelo DER-SP.

## História
A rodovia foi inaugurada em 1960, assim como a construção do trevo de Dourado foi iniciado por volta do ano de 1960, pela “Via Técnica” empresa especializada em terraplanagem à serviço do Governo do Estado e coordenado pelo Departamento de Estradas de Rodagem, no final da administração do Governo do Presidente Juscelino Kubitschek (Partido Social Democrata – PSD) e início do Governo de transição do Presidente Jânio Quadros (Partido Trabalhista Nacional – PTN). Terminou aproximadamente em 1970 no Governo do Presidente Emílio Médici (ARENA - militar). Apenas 40 anos separam a história da construção até a primeira reforma ou restauração deste trajeto em 2009/2010. Antes os condutores dos veículos utilizavam este acesso como um atalho às cidades vizinhas de Ribeirão Bonito, Ibaté e São Carlos pela Rodovia Comandante João Ribeiro de Barros que liga os municípios de Jaú à Araraquara.
Segundo, douradenses mais antigos, uma pequena parte deste trajeto, antes era formado por pedregulhos até próximo a Fazenda Monte Verde e nas laterais do acostamento acompanhava-se a formação de capim erva-cidreira.

## Acesso

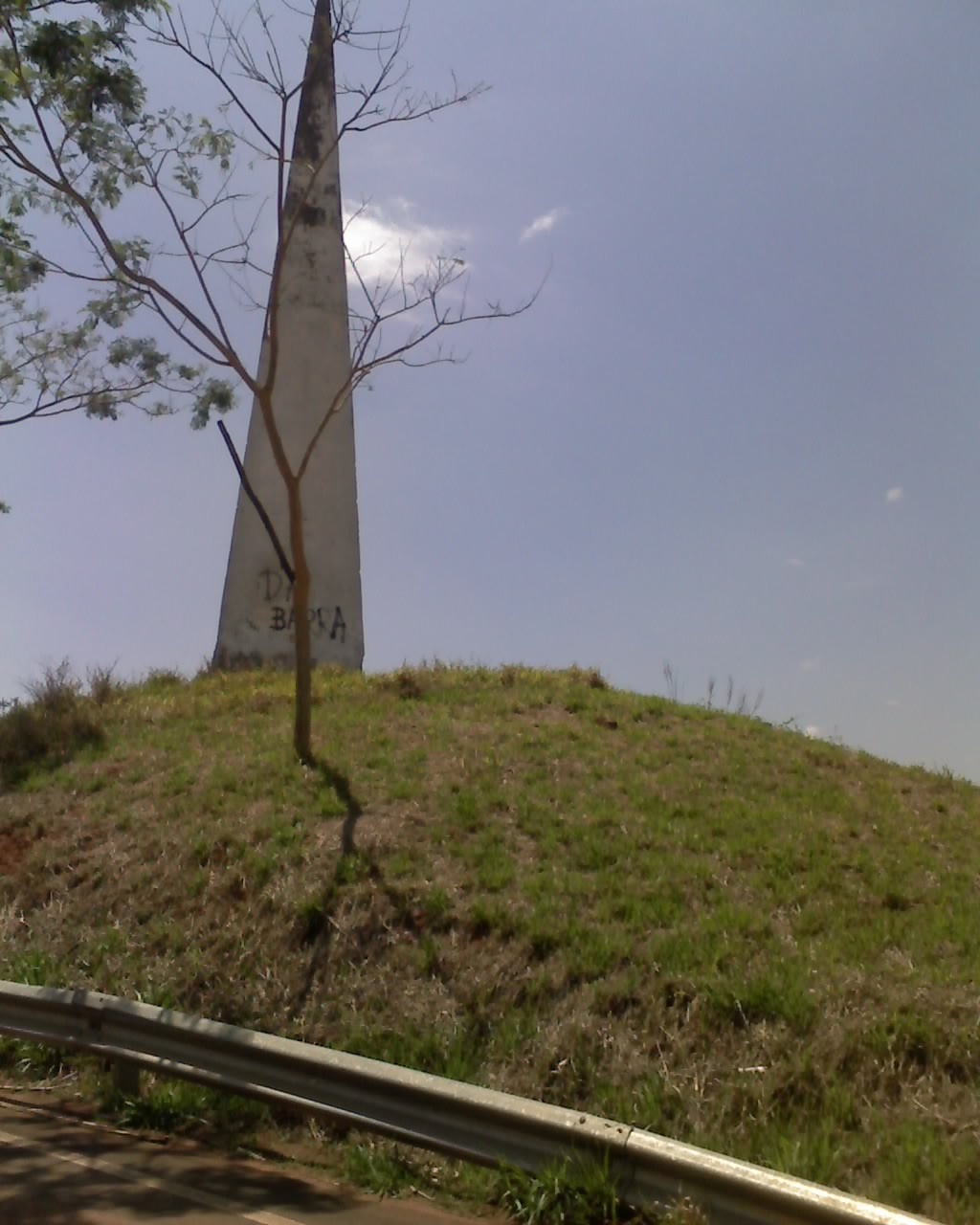
Rodovia Luís Augusto de Oliveira, visão do Obelisco do Centro do Estado, no entroncamento com a Rodovia João Ribeiro de Barros

### Descrição do percurso
- km 146,700 - Trevo entroncamento com Rodovia Washington Luís
- km 146,700 - São Carlos - acesso pela Rodovia Washington Luís
- km 147,300 - São Carlos - acesso pela rua Coronel José Augusto de Oliveira Salles
- km 148,500 - Volkswagen motores - acesso direto
- km 149 - São Carlos Science Park
- km 149 - Represa do Broa - acesso pela (SPA-149/215) Rodovia Municipal Domingos Innocentini
- km 149 - São Carlos pela avenida Morumbi
- km 150 - Cidade Aracy (São Carlos)
- km 155 - Usina Hidrelétrica Monjolinho
- km 169 - Usina Hidrelétrica Santana
- km 179 - Ribeirão Bonito
- km 188 - Dourado
- km 200 - Fazenda Santa Eliza
- km 202 - Obelisco do Centro geométrico do estado de São Paulo
- km 202 - Trevo entroncamento com a Rodovia Comandante João Ribeiro de Barros (SP-255)